# カン・ハヌル
カン・ハヌル （강하늘、1990年2月21日 - ）は、韓国釜山広域市出身の俳優。身長182cm。THカンパニー所属。中央大学校演劇学科卒業。

## 来歴・人物
演劇俳優だった両親を持ち、男二人兄弟の長男として生まれる。
幼い頃に演劇に感銘を受けて俳優を志すようになり、ソウル国楽芸術高等学校音楽演劇科在学中の2006年、ミュージカル『天上の時計』のオーディションに合格し俳優デビューを果たす。
その後、演劇の名門である中央大学校演劇学科に進学。『La vida』や『スリルミー』など数々のミュージカルの公演を数百回と経験し、ミュージカルのアイドルと呼ばれ人気を博す。
テレビドラマでも『花ざかりの君たちへ』や『相続者たち』といった学園ドラマに出演したことで広く知られることとなり、2014年、韓国で社会現象を呼んだドラマ『ミセン-未生-』では、エリート意識の高いチャン・ベッキ役を演じブレイクを果たす。
2017年、パク・ソジュンと警察学校の学生を演じW主演を務めたアクション映画『ミッドナイト・ランナー』ではコミカルな演技を見せ話題を呼ぶ。
2019年3月、2017年より服務していた忠清南道鶏龍市鶏龍隊勤務支援団軍憲兵隊にて現役服務を終えて満期除隊した。
2019年9月、除隊後の復帰作としてドラマ『椿の花咲く頃』に出演。コン・ヒョジンと主演を務めたこの作品で第56回百想芸術大賞男性最優秀演技賞を受賞した。
2023年4月7日、ファンミーティング「HANEUL」が大阪で開催、4月9日に東京で開催された。

## 人物
本名はキム・ハヌルであるが、先輩女優のキム・ハヌル がいたために、「カン・ハヌル」という芸名になった。
高校から地元釜山を離れ上京したため、両親の負担を考慮し学費だけは自分で払おうと学生時代はコンビニやガソリンスタンド、飲食店など数多くのアルバイトを経験した。
両親は現在、金浦市でカルグクス屋を営んでおり、店の手伝いをするハヌルの姿が度々目撃されている。
『相続者たち』で共演したパク・シネや、『少女怪談』で共演したキム・ソウンとは大学の同期でもあり親しい間柄である。
明るく低姿勢な人柄から、いい人だというエピソードが絶えず、共演する俳優たちからは「美談製造機」とも言われている。このことについて本人は「私はそんなに善良な人間ではありません」と否定しながらも、礼儀を守り楽しく過ごそうということは大切にしていると話す。

## 出演

### テレビドラマ
- 最強!うちのママ（2007年、KBS2） - チェ・フン 役
- 山向こうの南村には（2007年、KBS1） - キム・ジョンヒ 役 ※全211話で2007年〜2012年の農村を舞台にした作品
- 深夜病院ー傷だらけの復讐（2011年、MBC） - ヤン・チャンス 役
- 花ざかりの君たちへ For You Full Blossom（2012年、SBS） - ミン・ヒョンジェ 役
- モンスター（2013年、tvN） - チョン・ソヌ 役
- Two Weeks（2013年、MBC） - キム・ソンジュン 役 ※6話、10話に特別出演
- 不穏（2013年、MBC） - イ・ジュンギョン 役
- 相続者たち-王冠を被ろうとする者、その重さに耐えよ（2013年、SBS） - イ・ヒョシン 役
- エンジェルアイズ（2014年、SBS） - 幼少期のパク・ドンジュ 役
- ミセン-未生-（2014年、tvN） - チャン・ベッキ 役
- パンチ～余命6ヶ月の奇跡（2014年-2015年、SBS）
- 失踪ノワールM（2015年、OCN） - イ・ジョンス 役 ※1話、2話に特別出演
- 麗〜花萌ゆる8人の皇子たち〜（2016年、SBS） - ワン・ウク 役
- アントラージュ（2016年、tvN） - 本人 役 ※特別出演
- 椿の花咲く頃（2019年、KBS2） - ファン・ヨンシク 役
- 王女ピョンガン 月が浮かぶ川（2021年、tvN） - オンヒョプ 役
- インサイダー（2021年、JTBC） - キム・ヨハン 役
- カーテンコール（2022年、KBS） - ユ・ジェホン 役
- イカゲーム シーズン2（2024年、Netflix） - カン・デホ 役
- 隠し味にはロマンス（2025年、Genie TV/ENA） - ハン・ボム 役[18]
- イカゲーム シーズン3（2025年、Netflix） - カン・デホ 役

### 映画
- 平壌城（2010年） - ナムサン 役
- きみはペット（2011年） - ヤン・ヨンス 役
- 少女怪談（2014年） - インジュ 役
- 純粋の時代（2014年） - ジン 役
- 二十歳（2015年） - ギョンジェ 役
- セシボン（2015年） - ユン・ヒョンジュ 役
- 空と風と星の詩人 〜尹東柱の生涯〜（2016年） - 尹東柱（ユン・ドンジュ） 役
- ハッピーログイン（2016年） - イ・スホ 役
- 善惡の刃（2017年） - チョ・ヒョヌ 役
- ミッドナイト・ランナー（2017年） - カン・ヒヨル 役
- 記憶の夜（2017年） - ジンソク 役
- 王の予言書（2018年） - パク・ドルポ 役 ※カメオ出演
- 私と春の日の約束（2018年） - イ・ギュドン 役 ※特別出演
- 雨とあなたの物語（2020年） - ヨンホ 役
- ハッピーニューイヤー（2021年）
- パイレーツ: 失われた王家の秘宝（2022年） -　ボスウムチ 役
- ラブリセット 30日後、離婚します（2023年） - ノ・ジョンヨル 役[19]
- ドリーム 〜狙え、人生逆転ゴール!〜（2023年） - パク・ソンチャン 役
- ストリーミング（2025年） - ウサン 役[20]
- 野党（2025年） - イ・ガンス 役[21]
- 殺人配信（2025年） - ウサン 役[22]

### 舞台
- 天上の時計（2006年） - チャン・ヨンシル 役
- カルペディエム（2007年）
- La Vida（2008年） - ハムレット 役
- スリル・ミー（2009年） - リチャード 役
- 春オウェイクニン（2009年） - エルンスト 役
- スリル・ミー（2010年）
- 皇太子失踪事件（2011年） - グドン 役
- ブラックメリー・ポピンズ（2012年） - ヘルマン 役
- アサシン（2012年） - オズワルド 役
- カインとアベル（2013年）
- ハロルド＆モード（2015年）

### バラエティ
- 花より青春（2016年）アイスランド編
- トラベラー2（2020年）アルゼンチン編

### ミュージック・ビデオ
- Still Pretty Today「Fly to the sky」（2007年）

## 受賞歴
- 2014年
  - SBS演技大賞：ニュースター賞（『エンジェル・アイズ』）
- 2015年
  - 第9回ケーブルテレビ放送大賞：演技部門 人気賞（『ミセン』）
  - 2015 韓国映画を輝かせたスター賞：男性新人賞（『二十歳』）
  - 第35回黄金撮影賞：新人男優賞（『二十歳』）
  - 第15回大韓民国青少年映画祭：人気映画人-大賞 男性新人俳優（『二十歳』）
- 2016年
  - 第21回春史大賞映画祭：新人男優賞（『二十歳』）
  - 第8回MYN放送報広告フェスティバル：CFスター賞
  - 第6回CINE ICON: KT&G サンサンマダン俳優企画祭：CINE ICON（『ドンジュ』）
  - SBS演技大賞：ファンタジードラマ部門 男性優秀演技賞（『麗〜花萌ゆる8人の皇子たち〜』）
- 2019年
  - 第18回大韓民国ファーストブランド大賞：男性俳優部門
  - KBS演技大賞：男性最優秀演技賞、ベストカップル賞、ネチズン賞（『椿の花咲く頃』）
- 2020年
  - 第56回百想芸術大賞：TV部門 男性最優秀演技賞（『椿の花咲く頃』）